# Jankov Kamen
Jankov Kamen – szczyt w pasmie Golija, w Górach Dynarskich. Leży w Serbii. Jest najwyższym szczytem pasma Golija.